# Landelijk gebied De Groote Wielen
Landelijk gebied De Groote Wielen is een wijk in Rosmalen, in de Nederlandse provincie Noord-Brabant.
De wijk ligt in het noorden van het stadsdeel De Groote Wielen. Het gebied ligt ten oosten van Empel en ten zuiden van de wijk De Koornwaard. Anno 2023 bedraagt de oppervlakte van de wijk 129 ha, maar dit zal kleiner worden, door de bouw van de wijken Centrum van De Groote Wielen en Lanen. Anno 2023 heeft de wijk 5 inwoners.